# Polystachya mystacioides
Polystachya mystacioides là một loài thực vật có hoa trong họ Lan. Loài này được De Wild. miêu tả khoa học đầu tiên năm 1903.